# اينديان ليك (نيويورك)
اينديان ليك (بالإنجليزية: Indian Lake, New York)‏ هي بلدة أمريكية تقع في الولايات المتحدة في مقاطعة هاميلتون، نيويورك. يقدر عدد سكانها بـ 1,352 نسمة ومساحتها 689.5 كم2 وترتفع عن سطح البحر 520 متر.

## المناخ
يظهر الجدول التالي التغييرات المناخية على مدار السنة لاينديان ليك:
| البيانات المناخية لـاينديان ليك                            | البيانات المناخية لـاينديان ليك | البيانات المناخية لـاينديان ليك | البيانات المناخية لـاينديان ليك | البيانات المناخية لـاينديان ليك | البيانات المناخية لـاينديان ليك | البيانات المناخية لـاينديان ليك | البيانات المناخية لـاينديان ليك | البيانات المناخية لـاينديان ليك | البيانات المناخية لـاينديان ليك | البيانات المناخية لـاينديان ليك | البيانات المناخية لـاينديان ليك | البيانات المناخية لـاينديان ليك | البيانات المناخية لـاينديان ليك |
| الشهر                                                      | يناير                           | فبراير                          | مارس                            | أبريل                           | مايو                            | يونيو                           | يوليو                           | أغسطس                           | سبتمبر                          | أكتوبر                          | نوفمبر                          | ديسمبر                          | المعدل السنوي                   |
| ---------------------------------------------------------- | ------------------------------- | ------------------------------- | ------------------------------- | ------------------------------- | ------------------------------- | ------------------------------- | ------------------------------- | ------------------------------- | ------------------------------- | ------------------------------- | ------------------------------- | ------------------------------- | ------------------------------- |
| الدرجة القصوى °ف (°م)                                      | 62 (17)                         | 68 (20)                         | 81 (27)                         | 86 (30)                         | 97 (36)                         | 105 (41)                        | 103 (39)                        | 100 (38)                        | 93 (34)                         | 87 (31)                         | 75 (24)                         | 68 (20)                         | 105 (41)                        |
| متوسط درجة الحرارة الكبرى °ف (°م)                          | 25.7 (−3.5)                     | 28.9 (−1.7)                     | 36.8 (2.7)                      | 50.2 (10.1)                     | 62.7 (17.1)                     | 70.9 (21.6)                     | 74.3 (23.5)                     | 73.0 (22.8)                     | 65.9 (18.8)                     | 53.9 (12.2)                     | 42.1 (5.6)                      | 30.4 (−0.9)                     | 51.2 (10.7)                     |
| متوسط درجة الحرارة الصغرى °ف (°م)                          | 5.1 (−14.9)                     | 6.5 (−14.2)                     | 14.8 (−9.6)                     | 28.4 (−2.0)                     | 39.0 (3.9)                      | 49.0 (9.4)                      | 53.4 (11.9)                     | 52.1 (11.2)                     | 44.9 (7.2)                      | 33.7 (0.9)                      | 25.5 (−3.6)                     | 12.9 (−10.6)                    | 30.4 (−0.9)                     |
| أدنى درجة حرارة °ف (°م)                                    | −40 (−40)                       | −42 (−41)                       | −30 (−34)                       | −9 (−23)                        | 12 (−11)                        | 21 (−6)                         | 28 (−2)                         | 20 (−7)                         | 18 (−8)                         | 2 (−17)                         | −17 (−27)                       | −41 (−41)                       | −42 (−41)                       |
| الهطول إنش (مم)                                            | 2.81 (71)                       | 2.39 (61)                       | 2.88 (73)                       | 3.15 (80)                       | 3.66 (93)                       | 3.83 (97)                       | 3.86 (98)                       | 3.76 (96)                       | 3.74 (95)                       | 4.36 (111)                      | 3.32 (84)                       | 2.90 (74)                       | 40.66 (1٬033)                   |
| متوسط تساقط الثلوج إنش (سم)                                | 23.5 (60)                       | 20.6 (52)                       | 15.7 (40)                       | 3.4 (8.6)                       | 0.1 (0.25)                      | 0.0 (0.0)                       | 0.0 (0.0)                       | 0.0 (0.0)                       | 0.0 (0.0)                       | 0.7 (1.8)                       | 6.2 (16)                        | 27.4 (70)                       | 97.6 (248.65)                   |
| متوسط أيام هطول الأمطار (≥ 0.01 in)                        | 15                              | 11                              | 13                              | 13                              | 15                              | 14                              | 14                              | 13                              | 13                              | 15                              | 14                              | 15                              | 165                             |
| متوسط الأيام المثلجة (≥ 0.1 in)                            | 17                              | 13                              | 10                              | 2                               | 0                               | 0                               | 0                               | 0                               | 0                               | 1                               | 6                               | 17                              | 66                              |
| المصدر: SERCC Nowdata for Indian Lake 2SW from Albany area |                                 |                                 |                                 |                                 |                                 |                                 |                                 |                                 |                                 |                                 |                                 |                                 |                                 |